# Eberhard Bosslet
Eberhard Bosslet 

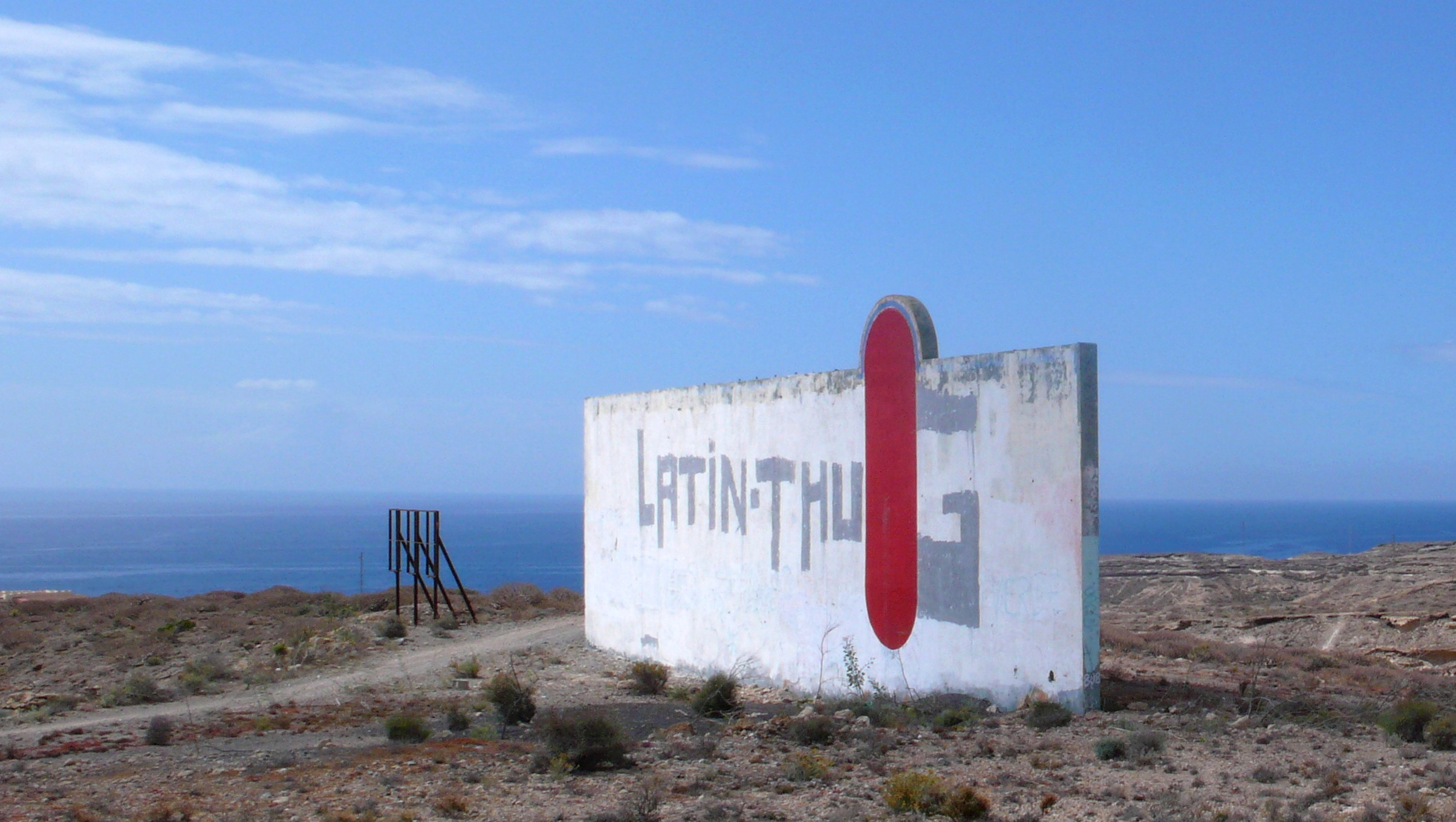
Fotografía de la intervención Concomitancia X, de Eberhard Bosslet, 2006, en Arico, isla de Tenerife. Desde la seria de intervenciones „reformaciones y concomitancias“ comenzó en 1983.

(Espira, 8 de julio de 1953) es un artista alemán, especializado en Artes visuales y diseño, Pintura, Escultura, Instalación, Fotografía, Intervención afincado desde 1981 en las Islas Canarias.

## Biografía
Bosslet estudió pintura en la Academia de las Artes de Berlín de 1975 a 1982. Desde 1997 es profesor de escultura y conceptos espaciales en la Escuela Superior de Bellas Artes de Dresde.
A finales de los años 70 comenzó a trabajar con instalaciones, reforzando las esculturas tridimensionales. La obra de Eberhard Bosslet abarca disciplinas tan variadas como la pintura, la escultura, la instalación artística, intervención y fotografía. 
Desde comienzos de los años 80 empezó a interesarse por la arquitectura de interiores y, al mismo tiempo, por el concepto de intervención del espacio al aire libre. Esto ha permitido a Bosslet desarrollar obras plásticas de forma muy original, en torno a la construcción y la vivienda, con exteriores e interiores, espacios privados y públicos, todo lo cual ha contribuido a cimentar su reputación artística a nivel internacional.

## Obras

### Intervenciones

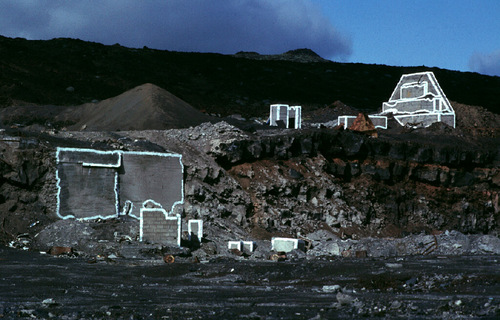
Debujo de obra, La Restinga II, El Hierro, 1983
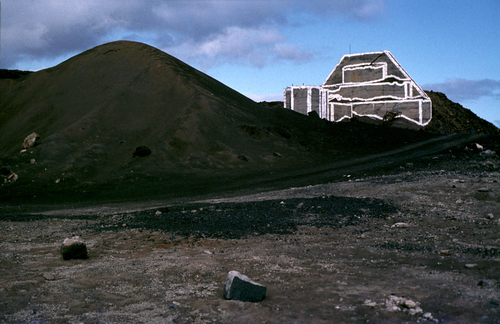
Debujo de obra, La Restinga II,1983
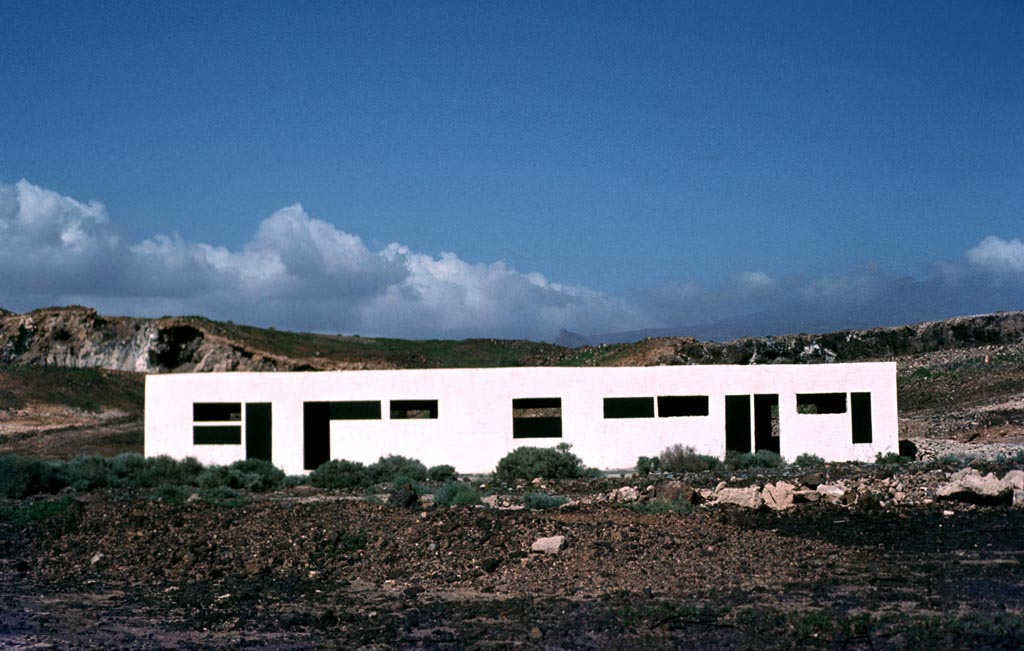
Concomitancia II, El Guincho, 1984 Tenerife
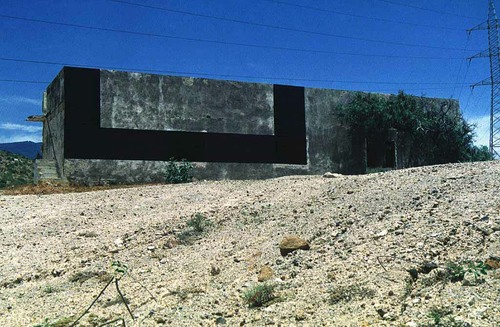
Concomitancia VII, Guimar,Tenerife, 1990
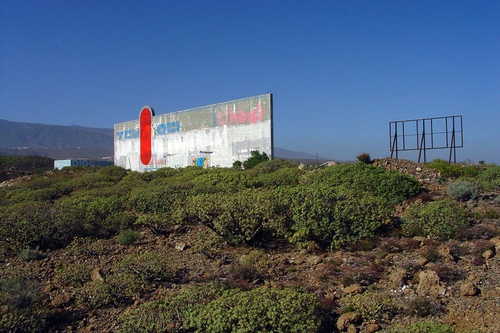
Concomitancia X, Tajao, Tenerife, vista sur, 2006
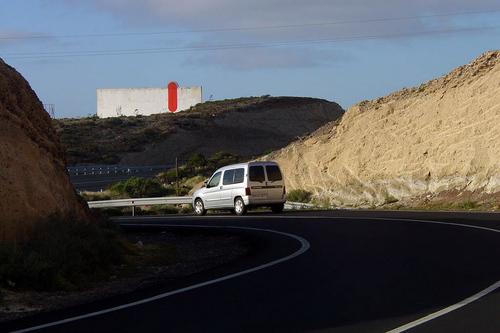
Concomitancia X, vista norte, 2006
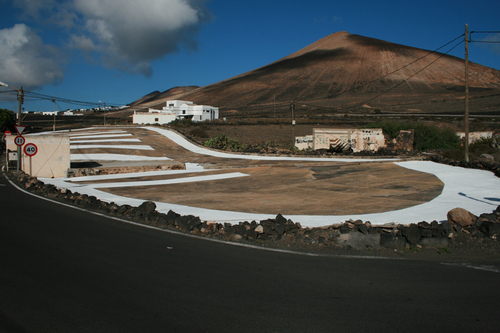
Concomitancia XI, La Era Tías, Lanzarote, 2008
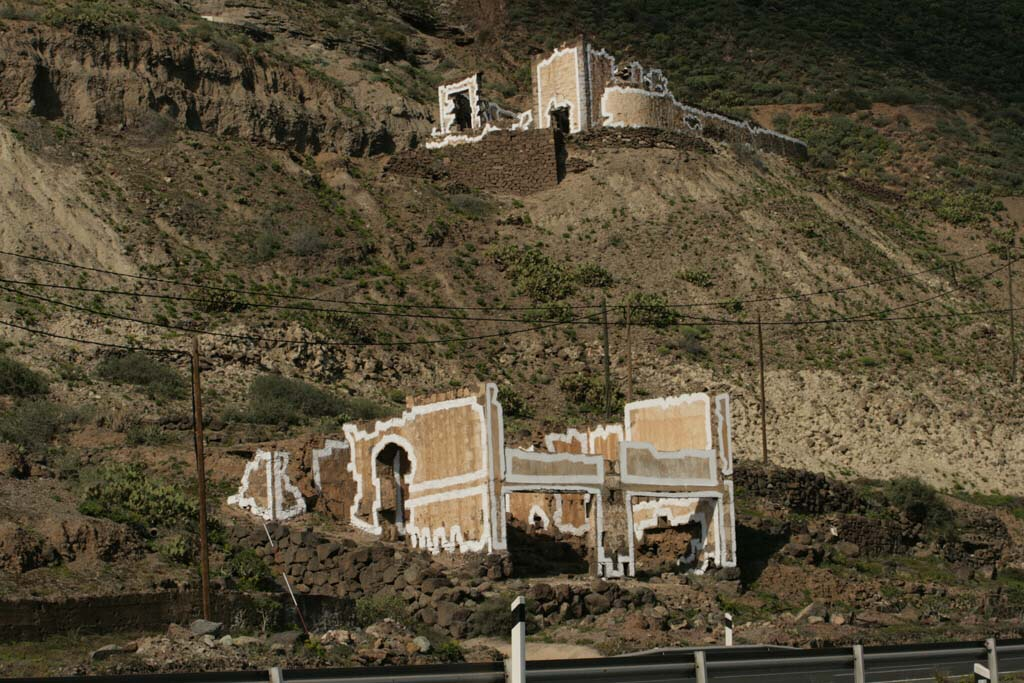
Reformación VII, Las Palmas, Gran Canaria, 2009
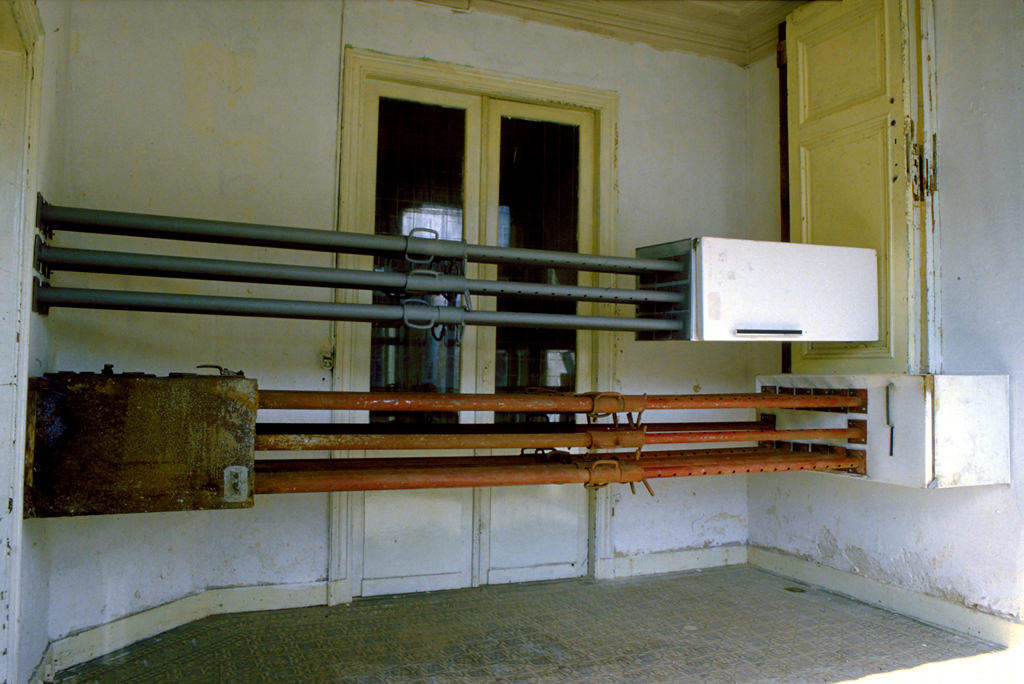
UM-ANT-Expander, Antwerpen 1985
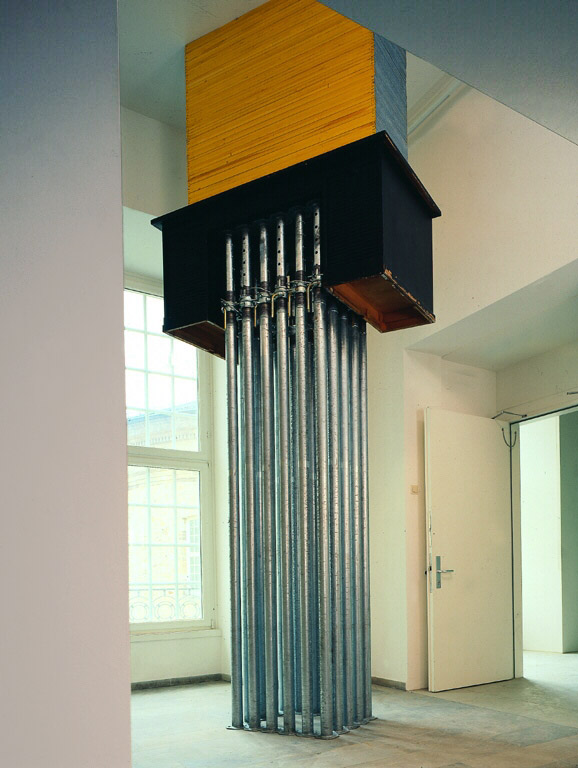
Anmaßend I, documenta 8, Kassel, 1987
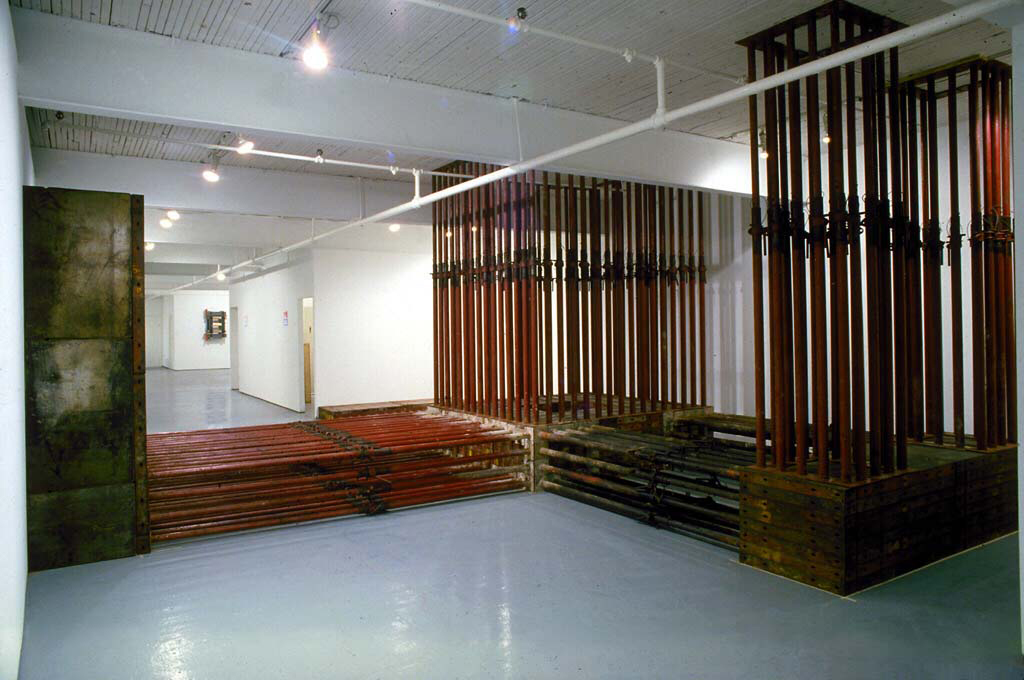
Supporting Measures at Mercer Union, Toronto, 1988
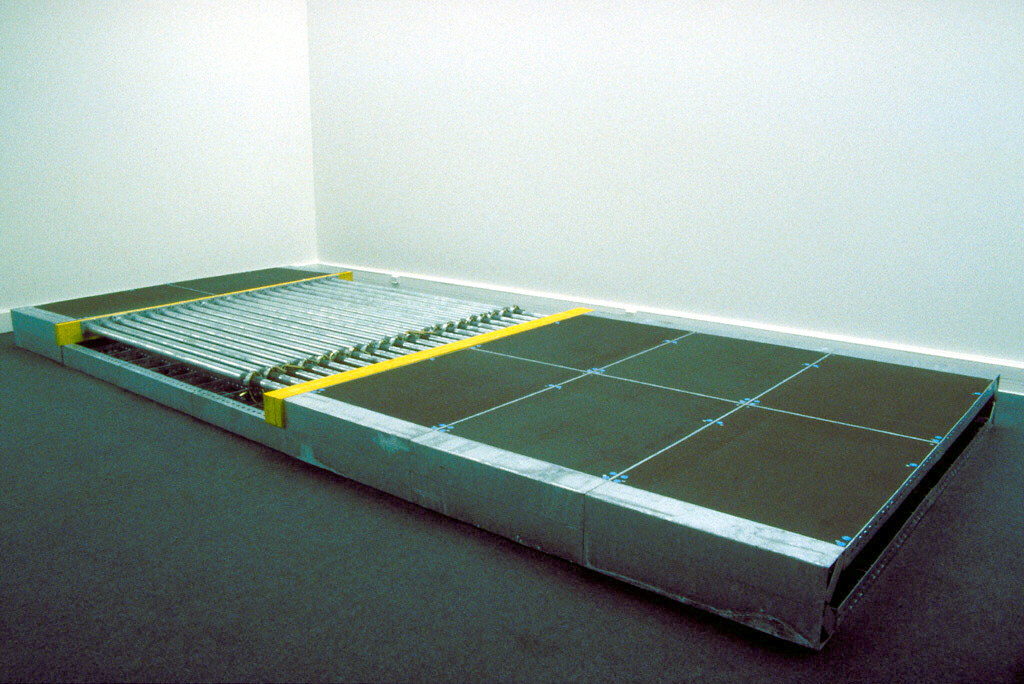
Modulare Struktur - Flach, Prato, 1988
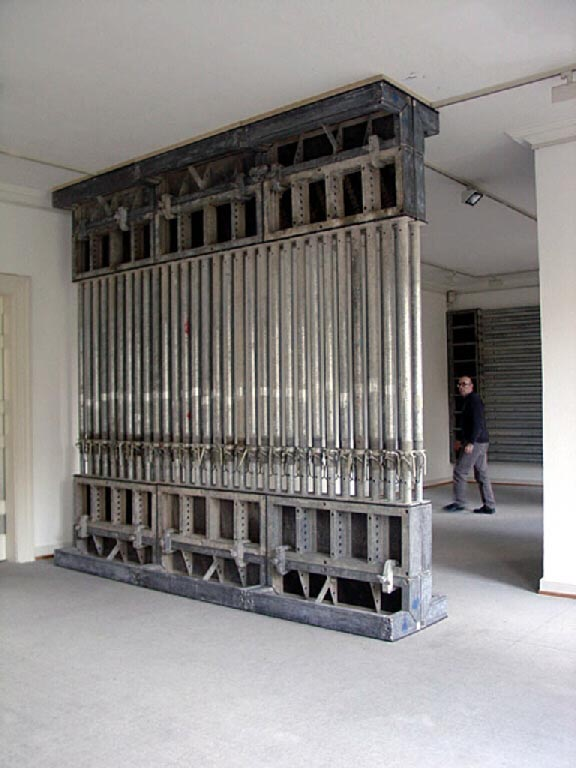
UM Bregenz 90/04,Thurn & Taxis Palais, 2004
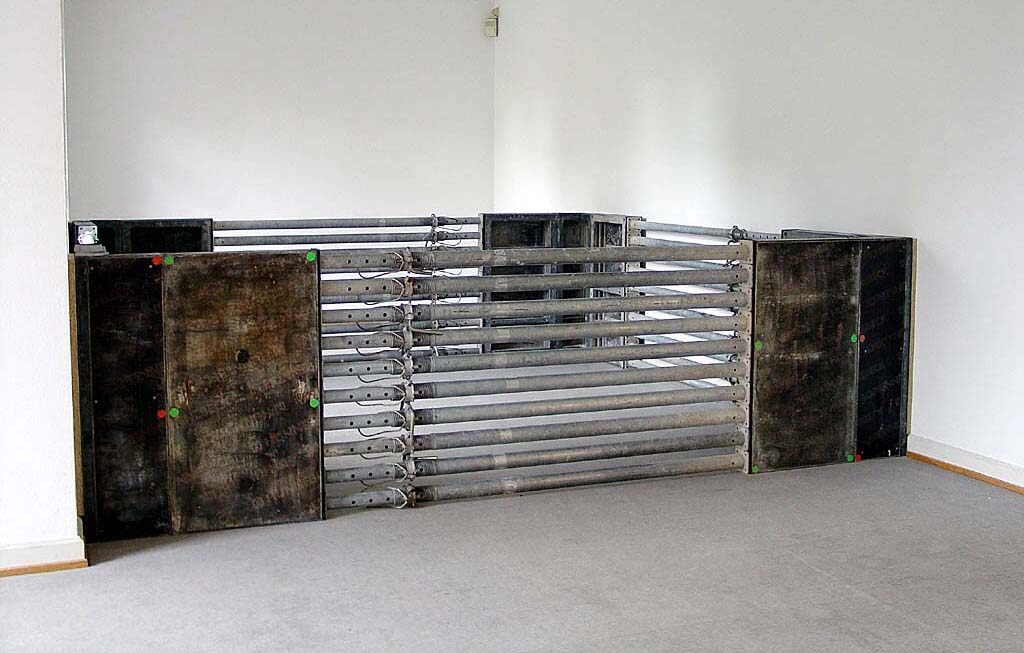
Stallung  Bregenz 90/04,Thurn & Taxis Palais, 2004
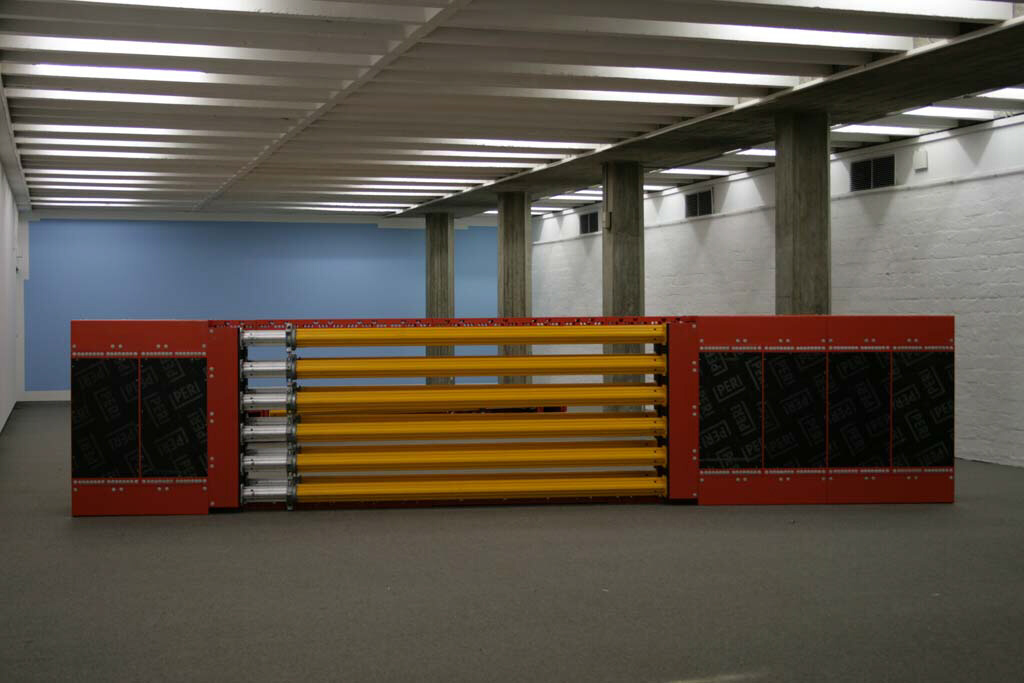
Modulare Struktur - Hochkant 90/09 KV-IN-PERI, Ingolstadt 2009

## Exposiciones
Exposiciones individuales (selección)
- Desde 1981 intervención en el espacio público.
- 1985 Intervenciones, Fundación Miró, Barcelona, ES;
- 1986 Wilhelm-Lehmbruck-Museum, Duisburg, D;
- 1987 Heidelberger Kunstverein, D;
- 1988 John Gibson Gallery, New York, USA;
- 1989 Neue Nationalgalerie Berlín, D;
- 1990 John Gibson Gallery, New York, USA;
- 1993 Kunsthal Rotterdam, Hollandia, NL;
- 1994 Öffentliche Ordnung, Kunstverein Speyer, D;
- 1995 Interventionen II, VERBAU, Sprengel Museum Hannover, D;
- 1995 PLANEN, Kunstverein Heilbronn, D;
- 1998 Fundamental wie Bilateral, Kunsthalle Mannheim, D;
- 2000 Trabanten, Galerie Bochynek, Düsseldorf, D;
- 2000 John Gibson Gallery, NY, USA;
- 2002 Analoge Scheiben, Galerie Bochynek Düsseldorf, D;
- 2004 Okkupanten, Künstlerhaus Bregenz, Palais Thurn und Taxis, A;
- 2006 Work Groups, Stadtgalerie Saarbrücken y Backnang, D;
- 2009 Additive, Kunstverein Ingolstadt, D;
- 2011 Stump Stools, en el Atrium del Albertinum, Dresde, D;
- 2012 Dingsda, Saarland Museum, Saarbrücken, D;
- 2013 Heimleuchten Trier, Kunstverein Trier – Junge Kunst, D;
- 2014 Chisme - Heavy Duty, Tenerife Espacio de las Artes, TEA, Santa Cruz de Tenerife, ES;

Exposiciones collectivas (selección)
- 1987 Documenta 8, Kassel (Katalog), Alemania;
- 1987 Bremer Kunstpreis 1987, Kunsthalle Bremen (Catálogo);
- 1988 Spaces 88, Museo d'arte contemporánea Prato, Italia, (Catálogo);
- 1989 D & S Ausstellung, Hamburger Kunstverein, (Catálogo);
- 1991 EUROCARD, John Gibson Gallery, New York, USA;
- 1992 Kunst werkt / Art works, Foundation, Stedelijk Museum Ámsterdam;
- 1992 Humpty Dumty's Kaleidoscope, Museum of Contemporary Art, Sídney, Australia;
- 1993 Eberhard Bosslet & Lawrence Gipe, Düsseldorfer Kunstverein,(Catálogo);
- 1998 Material & Wirkung, Bosslet, Klotz, Sattel, Kunsthaus Dresde, D;
- 1999 Areale – Kunst im Industriellen Sektor, Brück/Linthe, D;
- 2000 Kabinett der Zeichnung, Kunstverein Düsseldorf, D;
- 2001 Skulpturenufer Remagen, Arpmuseum Regenfänger, D;
- 2002 Positionen einer Generation, Galerie Friebe - Kraushaar, Düsseldorf, D;
- 2003 Unexpected selections from the Margulies collection, The Art Museum, Miami, FL, USA;
- 2004 WorldWatchers, Kunsthaus Dresde, D; Konstruktion I Statik, loop - raum für aktuelle Kunst, Berlín, D;
- 2009 2. Bienal de Canarias, La Regenta, Las Palmas de Gran Canaria, ES;
- 2009 Ostrale 09, Ausstellung internationaler zeitgenössicher Künste Dresde, D;
- 1.Biennale für Internationale Lichtkunst Ruhr, Unna, D;
- 2010 Kunstmuseum Mülheim, Liebhaberstücke, Mülheim a.R., D;
- 2011 end of the dream, MicaMoca, Berlín, D;
- 2012 Participar, El Matadero, Goethe Institut Madrid, ES;
- 2nd Ural Industrial Biennial of Contemporary Art, Ekaterinburg, RUS;